# グループえびせん
グループえびせんは、1978年結成の日本のアニメーション自主制作・上映サークル。

## 概要
「グループえびせん」は、1978年開催の日本アニメーション協会の第1回アニメーションワークショップを機に結成された。1979年より上映会開催。主な活動拠点は東京。
主なメンバーは片山雅博（1979年入会、1981年頃より会長）、はらひろし。、石田卓也、ふくやまけいこ、山村浩二、片渕須直、角銅博之、原口智生、池田成など。
個人制作でキャラクターアニメ的色彩が強く、片山とはらの掛け合い司会と、全員参加の「しりとりアニメーション」が名物。
1988年7月1日に10周年記念で冊子『グループえびせん大乱戦伝説 豪華愛蔵本』が作成された。
2017年3月18日に『グループえびせん大乱戦2017』が開催され、ゲストの庵野秀明がグループえびせんとの縁をスピーチした。